# Dario Župarić
Dario Župarić (Županja, 3 maggio 1992) è un calciatore croato, difensore del Portland Timbers.

## Caratteristiche tecniche
Župarić si disimpegna nel ruolo di difensore centrale, tuttavia può giocare anche come mediano.

## Carriera

### Cibalia Vinkovci
Ha giocato 57 partite nella massima serie croata con il Cibalia Vinkovci, prima di essere ceduto nel 2013 al Pescara, in Serie B.

### Esperienza in Italia al Pescara
Esordisce con la maglia biancoazzurra in campionato il 30 novembre 2013, subentrando a Luciano Zauri nella partita vinta per 4-2 contro il Carpi. L'8 marzo 2014 sigla il suo primo gol con gli abruzzesi, siglando la prima delle due reti grazie alle quali il Pescara si impone sul Cesena.
La successiva stagione, la sua seconda in biancoazzurro, è caratterizzata da un forte impiego del giocatore, così come quella dopo, al termine della quale gli abruzzesi conquistano la promozione in Serie A.
Il 21 agosto 2016 debutta in Serie A con il Pescara nella sfida interna contro il Napoli (2-2). Il 15 gennaio 2017 gioca la sua ultima partita in maglia biancoazzurra, rendendosi protagonista di una singolare avventura: il calciatore, che era in procinto di lasciare la squadra, viene chiamato dal tecnico Oddo per disputare la partita contro il Napoli soltanto a poche ore dal calcio d'inizio, mentre sostava in un autogrill nei pressi di Avezzano. Riesce a raggiungere Napoli in tempo per disputare l'incontro.

### Prestito al Rijeka
Il 18 gennaio 2017 il giocatore viene ceduto in prestito al Rijeka. Il 27 maggio si laurea campione di Croazia e pochi giorni dopo vince anche la Coppa Nazionale battendo in finale la Dinamo Zagabria per 3-1 ed è proprio Zuparic a sbloccare il risultato e a portare in vantaggio il Rijeka. Il 14 settembre 2017 debutta in Europa League nella sconfitta interna contro l'AEK Atene.

### Nazionale
Ha giocato 5 partite di qualificazione agli Europei Under-21.

## Statistiche

### Presenze e reti nei club
Statistiche aggiornate al 31 maggio 2017.
| Stagione                | Squadra                 | Campionato              | Campionato | Campionato | Coppe nazionali | Coppe nazionali | Coppe nazionali | Coppe continentali | Coppe continentali | Coppe continentali | Altre coppe | Altre coppe | Altre coppe | Totale | Totale | Totale |
| Stagione                | Squadra                 | Comp                    | Pres       | Reti       | Comp            | Pres            | Reti            | Comp               | Pres               | Reti               | Comp        | Pres        | Reti        | Pres   | Reti   |        |
| ----------------------- | ----------------------- | ----------------------- | ---------- | ---------- | --------------- | --------------- | --------------- | ------------------ | ------------------ | ------------------ | ----------- | ----------- | ----------- | ------ | ------ | ------ |
| 2010-2011               | Cibalia Vinkovci        | 1. HNL                  | 2          | 0          | CC              | 0               | 0               | -                  | -                  | -                  | -           | -           | -           | 2      | 0      |        |
| 2011-2012               | Cibalia Vinkovci        | 1. HNL                  | 23         | 1          | CC              | 5               | 0               | -                  | -                  | -                  | -           | -           | -           | 28     | 1      |        |
| 2012-2013               | Cibalia Vinkovci        | 1.HNL                   | 32         | 0          | CC              | 6               | 0               | -                  | -                  | -                  | -           | -           | -           | 38     | 0      |        |
| Totale Cibalia Vinkovci | Totale Cibalia Vinkovci | Totale Cibalia Vinkovci | 57         | 1          |                 | 11              | 0               |                    | -                  | -                  |             | -           | -           | 68     | 1      |        |
| 2013-2014               | Pescara                 | B                       | 21         | 1          | CI              | 1               | 0               | -                  | -                  | -                  | -           | -           | -           | 22     | 1      |        |
| 2014-2015               | Pescara                 | B                       | 33+2       | 0          | CI              | 2               | 0               | -                  | -                  | -                  | -           | -           | -           | 37     | 0      |        |
| 2015-2016               | Pescara                 | B                       | 36         | 0          | CI              | 2               | 0               | -                  | -                  | -                  | -           | -           | -           | 38     | 0      |        |
| 2016-gen. 2017          | Pescara                 | A                       | 7          | 0          | CI              | 2               | 0               | -                  | -                  | -                  | -           | -           | -           | 9      | 0      |        |
| Totale Pescara          | Totale Pescara          | Totale Pescara          | 97+2       | 1          |                 | 7               | 0               |                    | -                  | -                  |             | -           | -           | 106    | 1      |        |
| gen.-giu. 2017          | Rijeka                  | 1.HNL                   | 11         | 1          | CC              | 1               | 1               | -                  | -                  | -                  | -           | -           | -           | 12     | 2      |        |
| 2017-2018               | Rijeka                  | 1.HNL                   | 31         | 1          | CC              | 3               | 0               | UEL+UEL            | 6+6                | 0                  | -           | -           | -           | 46     | 1      |        |
| 2018-2019               | Rijeka                  | 1.HNL                   | 30         | 1          | CC              | 4               | 0               | UEL                | 2                  | 0                  | -           | -           | -           | 36     | 1      |        |
| ago.-dic. 2019          | Rijeka                  | 1.HNL                   | 17         | 1          | CC              | 1               | 0               | UEL                | 4                  | 0                  | -           | -           | -           | 22     | 1      |        |
| Totale Rijeka           | Totale Rijeka           | Totale Rijeka           | 89         | 4          |                 | 9               | 1               |                    | 18                 | 0                  |             | -           | -           | 116    | 5      |        |
| 2020                    | Portland Timbers        | MLS                     | 23         | 1          |                 | -               | -               | -                  | -                  | -                  | -           | -           | -           | 23     | 1      |        |
| Totale carriera         | Totale carriera         | Totale carriera         | 256+2      | 7          |                 | 27              | 1               |                    | 18                 | 0                  |             | -           | -           | 303    | 7      |        |

## Palmares

### Club

#### Competizioni nazionali
- Campionato croato: 1

Rijeka: 2016-2017
- Coppa di Croazia: 3

Rijeka: 2016-2017, 2018-2019
- MLS is Back Tournament: 1

Portland Timbers: 2020